# 고재희
고재희(高在熙, 1939년 7월 24일 ~ )는 대한민국의 바둑 기사이다.

## 약력
조남철 문하로 바둑에 입문했고 1959년에 입단했다. 1969년과 1977년, 1978년 한국기원선수권전 제1~3회 대회에서 우승하여 3연패를 달성하여 기전 전패로 전타이틀 석권을 달성했다. 1992년 7단으로 승단했고 2004년 제1기 전자랜드배 왕중왕전 봉황부 4강에 진출했다. 2006년 8단을 거쳐 2018년 9단으로 승단했다.